# Reinhard Hardegen
Pour les articles homonymes, voir Hardegen.
Reinhard Hardegen, né le 18 mars 1913 à Brême (Empire allemand) et mort le 9 juin 2018 dans la même ville, est un commandant de U-Boot, un homme d'affaires et un parlementaire allemand.

## Biographie
Reinhard Hardegen coula 115 656 tonneaux de navires (soit vingt-deux navires) durant sa carrière pendant la Seconde Guerre mondiale, faisant de lui le 24e commandant allemand au palmarès sous-marin du conflit.
Il n'est pas un fervent soutien du parti nazi. Après la guerre, il passe une année en captivité au Royaume-Uni avant d'être libéré et de fonder une compagnie pétrolière. Il sert également au parlement de sa ville natale Brême pour l'Union chrétienne-démocrate d'Allemagne pendant trente-deux années.
Il meurt le 9 juin 2018 à l'âge de 105 ans.

## Récompenses et distinctions
- Médaille de service de longue durée de la Wehrmacht (4e classe) - 1er avril 1937
- Croix de fer (2e classe) - 18 septembre 1940
- Croix de fer (1re classe) - 23 août 1941
- Croix de chevalier de la croix de fer - 23 janvier 1942
- Croix de chevalier de la croix de fer avec feuilles de chêne - 23 avril 1942
- Insigne de combat des U-Boote (1939)
- Croix du mérite de guerre (2e classe) - 20 avril 1944
- Mentionné dans le Wehrmachtbericht du 24 janvier et 14 avril 1942.